# BTV Lady
bTV Lady é uma rede de televisão búlgara fundada em 28 de janeiro de 2012 pela Bulgarian National Television.